# 昭和音乐大学短期大学部
昭和音乐大学短期大学部（日语：／ Shōwa Ongaku Daigaku Tanki Daigakubu *），简称昭音短，是一所位于日本神奈川县川崎市麻生区的私立短期大学。前昭和音乐短期大学（日语：／ Shōwa Ongaku Tanki Daigaku *）。

## 概要

### 简介
- 源流即下八川圭右声乐研究所成立于1930年[1][2]。短期大学为于1969年开办[2]、由学校法人东成学园经营。为男女同校[3]从开办。「个性的尊重」、「才能的开发」、「信赖之调和」为学园训

### 历史
- 1969年 昭和音乐短期大学成立并同时设置一个学科即音乐科[2]。
- 1971年 专科音乐专攻成立。分离为两个课程、以下列举[4]。
  - 器乐
  - 声乐
- 1976年 音乐科分离为两个专攻、以下列举。
  - 器乐专攻[注 1]
  - 声乐专攻[注 1]
- 1984年 改校名为昭和音乐大学短期大学部。
- 2007年 校园迁址至神奈川县川崎市麻生区从神奈川县厚木市。

### 宪章
- 请参看昭和音乐大学短期大学部的标志 （页面存档备份，存于） （日語） 2014年4月29日阅览。

### 学风特色
- 修业年限昼间部2年制、长期履修制度履修最大4年在籍。

## 学校环境
- 南校区：在神奈川县川崎市麻生区上麻生1-11-1
- 北校区：在神奈川县川崎市麻生区万福寺1-16-6

### 交通
- 小田急电铁小田原线•江之岛线•多摩线新百合丘站下车。

## 历任校长
- 下八川圭右：第一代短期大学校长[5]。
- 二见修次：现在短期大学校长[6]

## 组织

### 学科
- 音乐科

### 前学科
| - 音乐科 - 器乐专攻 - 声乐专攻 |

### 专科
| - 音乐专攻 - 器乐 - 声乐 |

### 业余课程
| - 研究生（修业年限1年/实技中心） |

## 知名校友
- 中岛启江:歌手
- 森公美子:歌手
- 吉冈圣恵:歌手

## 相关链接
- 日本短期大学列表
- 昭和音乐大学